# パチンコ・パチスロ漫画誌
パチンコ・パチスロ漫画誌（パチンコ・パチスロまんがし）は、パチンコやパチスロを題材とした漫画雑誌である。
主にパチンコ・パチスロ漫画が掲載されているが、巻頭・巻中・巻末には新機種情報や攻略コラムなども掲載される。発行元が同じ場合に記事を執筆するライターが漫画に登場することも多い。近年、インターネットで無料で読めるパチンコ・パチスロ漫画も増加傾向にある。

## 主な内容
- 漫画家および編集者による実戦漫画
- パチンコ・パチスロをテーマ、ホールを舞台にしたストーリー漫画
- ライター・パチプロ・スロプロによる実戦・実録漫画、コラム
- 人気のある台の大当たり確率やリーチなどのアクション写真
- 最新台の速報

## 主なパチンコ・パチスロ漫画誌

### パチンコ
- 漫画パチンカー（白夜書房→ガイドワークス、1989年 - ）
  - DVD 漫画パチンカーZ（ガイドワークス、2014年 - ）
  - ぱちんこオリ術&漫画パチンカー クイーンMIX（ガイドワークス、2014年 - ）

### パチスロ
- パチスロ7（辰巳出版・蒼竜社、1998年 - ）
- 漫画パチスロパニック7（白夜書房→ガイドワークス、1998年 - ）
- 別冊パチスロパニック7（白夜書房→ガイドワークス、2000年 - ）
- パニック7ゴールド（白夜書房→ガイドワークス、2002年 - ）

### ネット配信
- パチ7コミック（ゲンダイエージェンシー）
- ぱちガブッ！（ガイドワークス・サミーネットワークス）

### 休刊中ないし廃刊した雑誌
- パチンカーワールド（白夜書房、1990年 - 2001年）
- 爆勝デジパチ（笠倉出版社、不明 - 2001年）
- 劇画パチンコクラブ（笠倉出版社、不明 - 2002年）
- パチスロコミックGOLD（笠倉出版社、不明 - 2004年）
- 爆スロコミック（白石書店、不明 - 2004年）
- 攻略パチスロ勝コミック（笠倉出版社、不明 - 2004年）
- パチンコ実話宣言（2004年 - 2005年）
- COMICパチスロ裏テク大実戦 （平和出版、不明 - 2005年）
- COMICパチスロ裏テク攻略 （平和出版、不明 - 2005年）
- パチスロ攻略7 （平和出版、不明 - 2005年）
- 本当にあったパチスロ得話 （平和出版、不明 - 2005年）
- パチスロ生実話コミック（平和出版、不明 - 2005年）
- スロマガコミックV7（双葉社、2002年 - 2005年）
- 実戦マジネタスロッター（メディアボーイ、不明 - 2006年）
- 漫画パチスロ 匠（大都社、不明 - 2006年）
- 漫画パチスロV7（双葉社、2002年 - 2007年）
- パチスロMAX （雄出版、不明 - 2007年）
- パチスロ激打！ （雄出版、不明 - 2007年）
- 攻略パチスロ勝コミック （笠倉出版社、不明 - 2007年）
- 攻略パチスロコミック （笠倉出版、不明 - 2007年）
- パチスロ実践爆裂テク（竹書房、2002年 - 2006年）→漫画パチスロランド（2006年 - 2007年）
- 漫画パチスロ大連勝Rush!!（日本文芸社、不明 - 2007年）
- パチスロであった本当にすごい話（黒田出版興文社、不明 - 2008年）
- 漫画パチスロファイター（ワニマガジン社、不明 - 2008年）
- 漫画パチンコファイター（ワニマガジン社、不明 - 2008年）
- コミックパチスロ王国（宝島社、不明 - 2004年）→コミックSUPERパチスロ王国（ダイヤパレス 2004年 - 2008年）
- パチスロBIG（英和出版社、不明 - 2008年）
- 本当に稼げるパチスロマル確攻略（メディアボーイ、不明 - 2008年）
- 漫画パチスロ大連勝（日本文芸社、不明 - 2008年）
- ドンキホーテのパチンコ天国（大誠社、不明 - 2009年）
- パチスロ7Jr.（蒼竜社、2001年 - 2009年）
- 本当にあったパチンコ激アツ話 （笠倉出版、不明 - 2010年）
- デジパチ7（メディアボーイ、不明 - 1998年）→DXパチスロ（1998年 - 2010年）
- パチンココミック7（スコラマガジン、不明 - 2010年）
- 漫画パチンコ絶好調台をさがせ!!（日本文芸社、2008年 - 2010年）※漫画パチンコ大連勝増刊
- 漫画 爆裂攻略!!!パチスロART（竹書房、2010年 - 2011年）※近代麻雀増刊
- パチンコフィーバーオリジナル（一水社 2005年 - 2012年）
- 漫画パチンコランド（竹書房、2005年 - 2012年）
- パチンコフィーバー（一水社、2002年 - 2012年）
- 爆裂!!パチンコ10番勝負（双葉社、2009年 - 2013年）
- パチンコ10番勝負（双葉社、2005年 - 2014年）
- 漫画パチンカーオリジナル（ガイドワークス、2009年 - 2014年）
- パチスロ激魂（双葉社、2011年 - 2014年）
- 漫画パチンコドル箱777（竹書房、2012年 - 2014年）
- 漫画パチンコ大連勝（日本文芸社、1997年 - 2015年）
- パチスロ777プロフェッショナル（竹書房、2011年 - 2015年）
- スロマガ７（双葉社、2015年 - 2016年）
- パチプロ7（辰巳出版・綜合図書、1993年 - 2017年）
- 漫画パチンコ777（竹書房、1990年 - 2017年）
- スーパーパチスロ777（竹書房、1992年 - 2017年）
- 爆裂スロッター7（英和出版社>白石書店、不明 - 2005年）